# Quelea cardenal
El quelea cardenal (Quelea cardinalis) és una espècie d'ocell de la família dels plocèids (Ploceidae) que habita praderies i canyars d'Àfrica oriental des del sud d'Etiòpia i Sudan del Sud, cap al sud, a través de l'est de la República Democràtica del Congo, Uganda, Ruanda, Burundi, Kenya i Tanzània, fins a l'est de Zàmbia i Malawi.